# Rejtély kontra tények (Így jártam anyátokkal)
 A Rejtély kontra tények az Így jártam anyátokkal című televízió-sorozat hetedik évadának hatodik epizódja. Eredetileg 2011. október 17-én vetítették, míg Magyarországon 2012. október 24-én.
Ebben az epizódban Marshall és Lily nem szeretné előre megtudni születendő gyerekük nemét, ami gondokat okoz. Ted a többiek tanácsa ellenére egy olyan nővel randizik, akire nem keres rá az interneten. 

## Cselekmény
Ted egy Janet McIntyre nevű nővel készül randira menni, és egyáltalán nem néz utána az interneten. Barney és Robin tiltakoznak ez ellen és felajánlják, hogy rákeresnek ők, de Ted tiltakozik. Elmondja Kevinnek, hogy azért, mert a múltbeli nőire ők ketten mindig rákerestek és olyan háttérinformációk derültek ki, amik aztán tönkretették a kapcsolatait. A randi előtt ő és Janet megígérik egymásnak, hogy nem keresnek rá a másikra a neten.
Eközben Marshall és Lily megkérik Barnet, Robint és Kevint, hogy segítsenek kifesteni a babaszobát. Habár egy borítékban megkapták a születendő gyerek nemét, elhatározták, hogy nem nyitják ki azt, hogy majd legyen meglepetés. Barney igyekszik győzködni őket, hogy nyissák ki a borítékot, mert ennek az információnak csak előnyei vannak. Miközben a többiek azon vitatkoznak, hogy a rejtély jobb-e, Kevin leszidja őket a viselkedésükért. Nem akarja őket analizálni, de mint terapeuta, be kell, hogy vallja, hogy túlságosan belefolynak egymás életébe és természetellenesen közel vannak a másikhoz. Amikor a többiek rájönnek, hogy talán igaza van, közte és Robin között feszültség támad, amit Kevin úgy old fel, hogy felajánlja, majd kifesti ő egyedül a szobát.
A festés közben Barney és Robin elhatározzák, hogy csakazértis utánakeresnek Janetnek. Számos meglepő tényre derítenek fényt, amit azonnal meg akarnak osztani Teddel. Marshall ezért megengedi nekik, hogy Barney megnézze a születendő gyerek nemét, azzal a feltétellel, ha nekik nem mondja el. Végül megnézi és meggyőzi Marshallt és Lilyt, hogy ők is nézzék meg, de az utolsó pillanatban összetépi a papírt. Barney odaadja nekik a papír maradványait, ha scerébe ők is megnézik, mit találtak Janetről. Végül aztán mégis úgy döntenek ők is, hogy hadd legyen rejtély a baba neme és kidobják a cédulát az ablakon.
Eközben Tednek nehézségei támadnak a beszélgetés során, mert nem keresett rá a neten a randipartnerére. Ezért egy idő után úgy dönt, hogy mégis utánanéz, és megdöbben: Janet egy rendkívül művelt és kifinomult nő. Ted ettől ideges lesz, Janet pedig dühösen távozik, amikor felfedezi, hogy Ted viselkedése megváltozott, csak azért, mert megtudta, hogy ő kicsoda, és az eddigi összes randipartnere ilyen volt. Ted leforrázva megy vissza a többiekhez, és bevallja, hogy hiba volt rákeresni, s a jövőbeli randijainál a rejtélyt preferálja inkább a tények helyett. Aztán az is kiderül, hogy Ted cipőjére ráragadt a cetli, amit kidobtak az ablakon. Ebből megtudják, hogy a születendő gyerek neme fiú lesz, amit Kevin azzal reagál le, hogy vesz kék festéket és átfesti a szobát.

## Kontinuitás
- Barney céloz arra, ami "A kezdetek" című részben már kiderült: hogy Ted képes az első randin szerelmet vallani egy nőnek.
- "A pofogadás" című részben még Barney és Robin voltak annak a pártján, hogy egy párkapcsolatban lehetnek titkok, Marshall, Lily és Ted pedig ellene voltak. Most felcserélődtek a szerepek.
- Amikor Kevin megemlíti, hogy az egyetlen beteges dolog, amit nem csinálnak, az a fizikai erőszak, a többiek felidéznek pár dolgot:
  - Robin lövöldözése ("Hol is tartottunk?")
  - Lily italt önt Barney képébe ("A skorpió és a varangy")
  - A pofogadás eddigi összes pofonja
  - Ted megüti Barneyt ("A kecske")
  - Ted megüti egy baseballütővel Marshallt ("New York legjobb hamburgere")
  - Marshall véletlenül megüti Lilyt a hűtőajtóval ("Állati történetek")
  - Barney tököntérdeli Tedet ("Utolsó szavak")
  - Lily felpofozza Barneyt ("Szívzűrök")
- Ted megemlíti a szülei válását ("Villásreggeli")
- Robin megemlíti, hogy az apja fiúként nevelte ("Boldogan élek")
- Jövőbeli Ted "A legutolsó cigi" című részben már elmondta, hogy Marshallnak és Lilynek fia fog születni.
- A Rejtély kontra tények szerepelt az építészmagazin címoldalán "A tanú" és "A meztelen igazság" című részekben.

## Jövőbeli visszautalások
- A "Szünet ki" című részből derül ki, honnan volt Robin apjának helikoptere.

## Érdekességek
- Barney meztelen nős fotókat mutogatott Tednek a laptopján, de ő nem nevetgélt, ahogy ilyenkor szokott.
- Ted most azt állítja, hogy a szülei egy vakrandin találkoztak, a "Villásreggeli" című részben viszont az derült ki, hogy egy bárban találkoztak.
- Barney kisbabák képét vetíti a falra a lakásban, de úgy, hogy a helyiségben nincs projektor, és a laptopra sincs semmi kötve. A vetítésben szereplő első két gyerek egyébként Neil Patrick Harris és David Burtka közös gyerekei.
- Amikor Barney és Robin egyszerre kiáltanak fel, egyikük sem mondja, hogy "Százhárom!". Pedig "Az utolsó oldal" című részből kiderül, hogy Barney ezt nagyon komolyan veszi a buszbalesete óta.
- A nyitójelenet "A célszemély" című CBS-sorozat kifigurázása.

## Vendégszereplők
- Kal Penn – Kevin
- Amber Stevens – Jane McIntyre
- Ray Wise – Robin Scherbatsky Sr.

## Zene
- The Foreskins – Murder Train
- Shout Out Louds – Throwing Stones